# L-アラビノノラクトナーゼ
L-アラビノラクトナーゼ(L-arabinonolactonase、EC 3.1.1.15)は、以下の化学反応を触媒する酵素である。
L-アラビノノ-1,4-ラクトン + 水{\displaystyle \rightleftharpoons }L-アラビノン酸
従って、基質はL-アラビノノ-1,4-ラクトンと水の2つ、生成物はL-アラビノン酸のみである。
この酵素は加水分解酵素に分類され、特にエステル結合に作用する。系統名は、L-アラビノノ-1,4-ラクトン ラクトノヒドロラーゼ(L-arabinono-1,4-lactone lactonohydrolase)である。アスコルビン酸やアルダル酸の代謝に関与している。